# Liste der Dreitausender in Kärnten
Diese Liste der Dreitausender in Kärnten listet die meisten Berggipfel mit einer Höhe von mindestens 3000 m ü. A. (Dreitausender) in Kärnten auf. Grundlage für diese Liste ist eine Liste des Österreichischen Alpenvereins mit dem Titel „Berggruppen mit Gipfeln über 3000m Seehöhe in Österreich“. Laut dieser Liste befinden sich insgesamt 87 Dreitausender in Kärnten, 25 davon in der Glocknergruppe, ebenfalls 25 in der Schobergruppe, 22 in der Ankogelgruppe und 15 in der Goldberggruppe. Alle befinden sich im Bezirk Spittal an der Drau.

## Definition
Für die von der UIAA definierte Liste der Viertausender in den Alpen dient eine Schartenhöhe von mindestens 30 m als messbares Kriterium für die Definition von selbständigen Hauptgipfeln. Eine Definition von den Dreitausendern der Alpen fehlt hingegen. In dieser Liste werden alle 87 Gipfel aufgenommen, die in oben genannter Alpenvereins-Liste aufgeführt sind, es werden aber auch ein paar andere ergänzt, die einen Namen besitzen, unabhängig von der Schartenhöhe (darum wird auch der Kleinglockner und sogar das Eiskögele aufgelistet). Auf Grund fehlender Höhenangaben in offiziellen Kartenwerken ist eine exakte Ermittlung der Dominanz und der Schartenhöhe nicht immer möglich. Auch bei der exakten Höhe der einzelnen Berge gibt es zum Teil mehr oder weniger große Unterschiede.

## Dreitausender in Kärnten

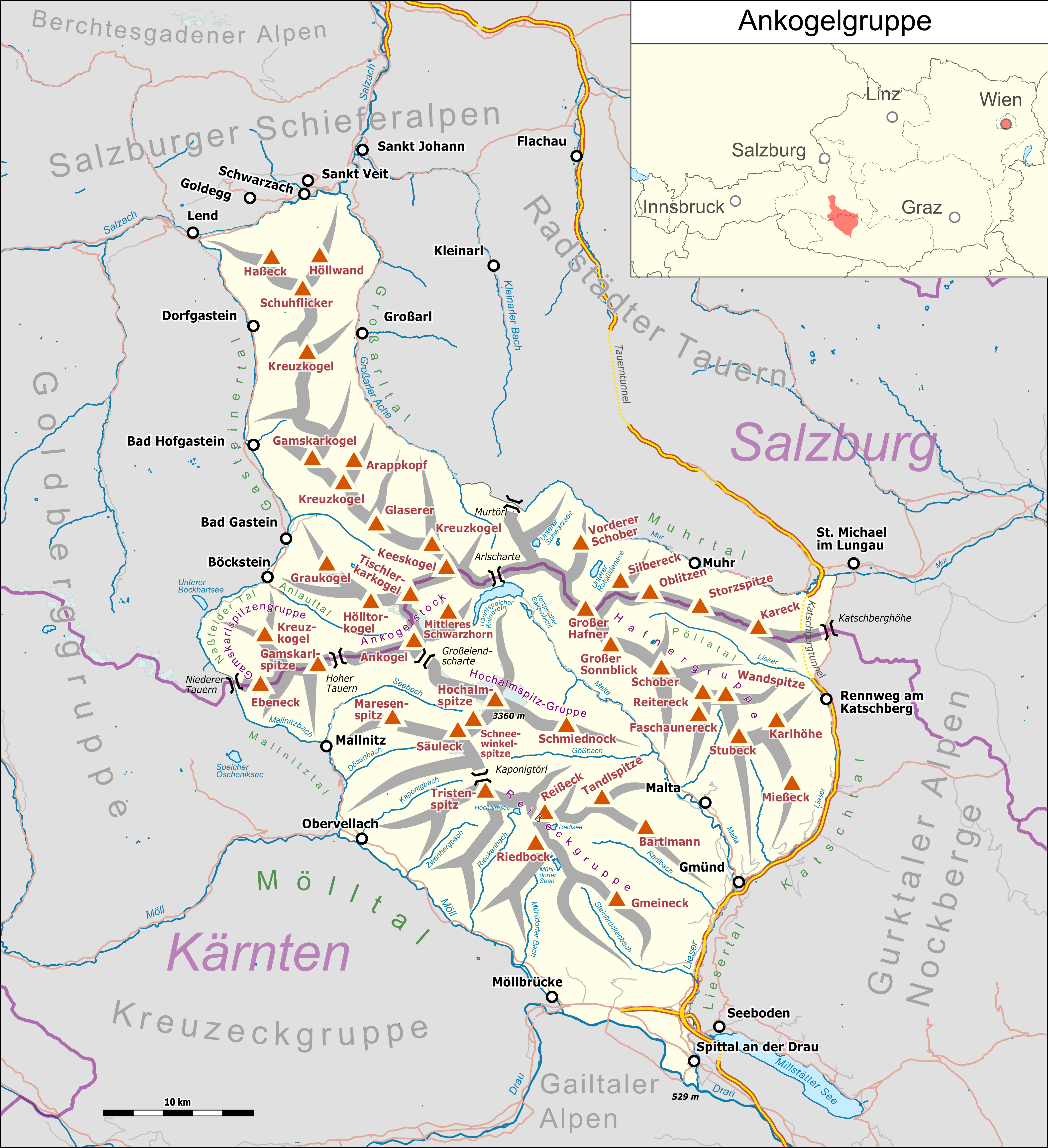
Übersichtskarte der Ankogelgruppe

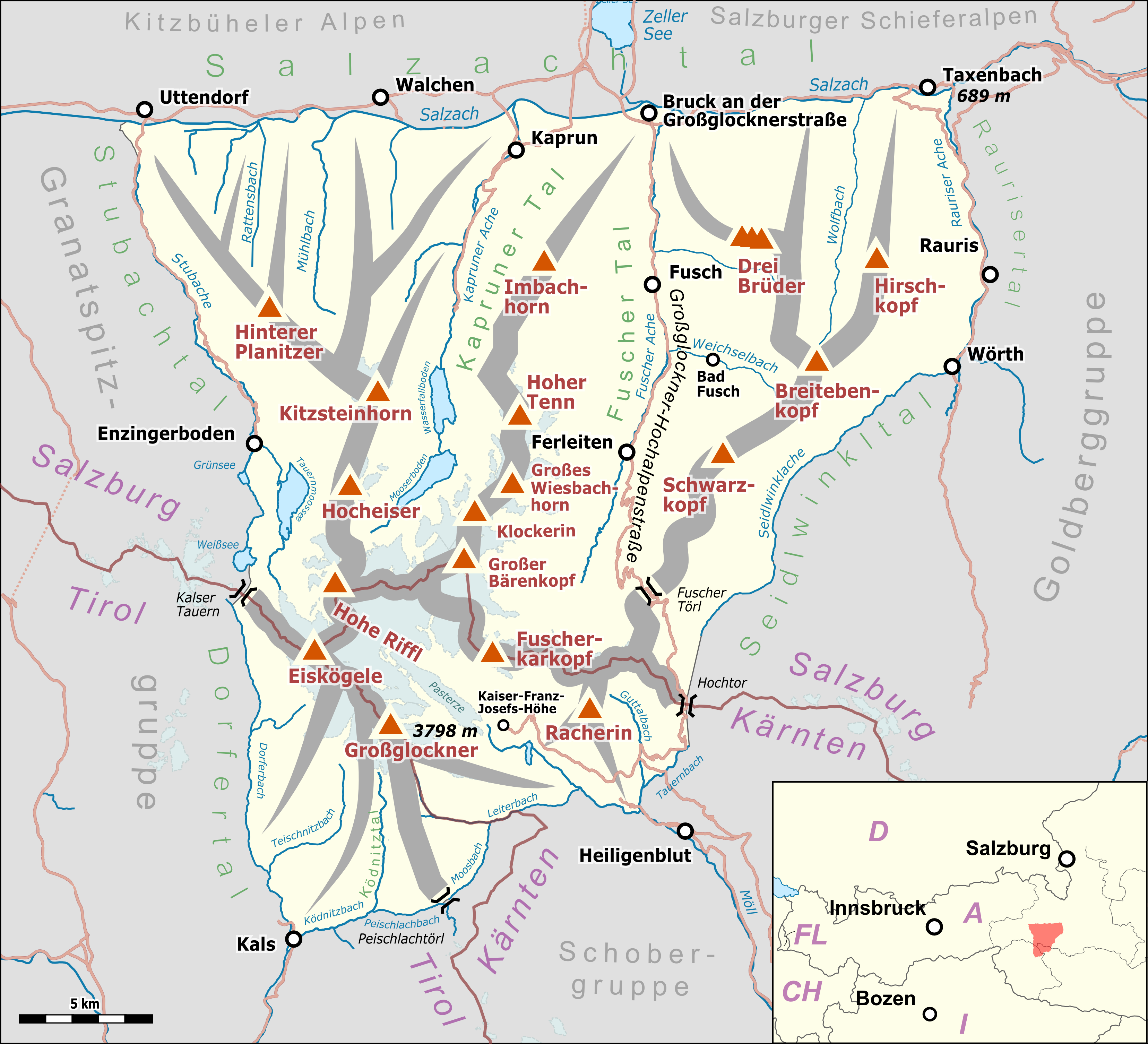
Übersichtskarte der Glocknergruppe

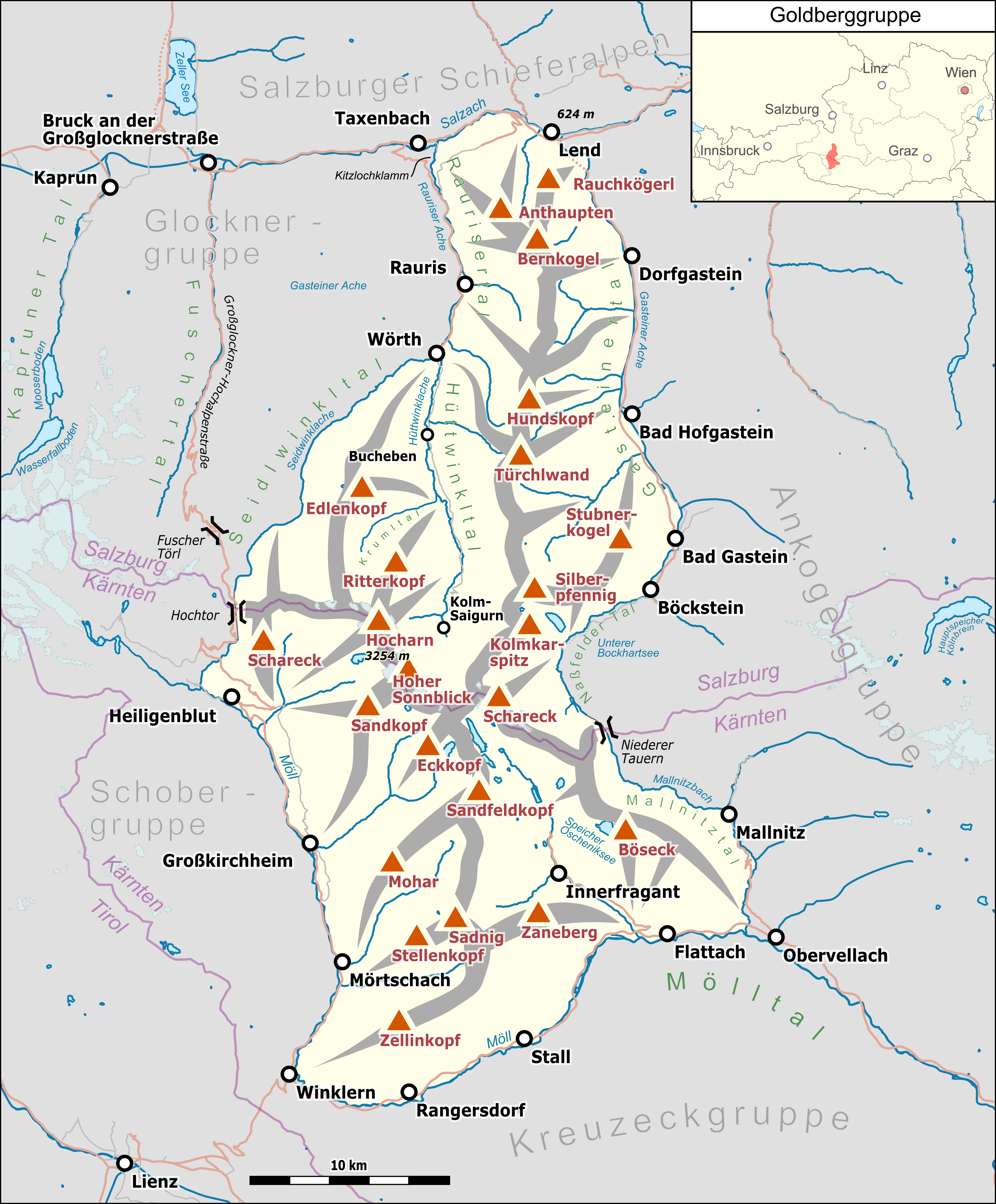
Übersichtskarte der Goldberggruppe

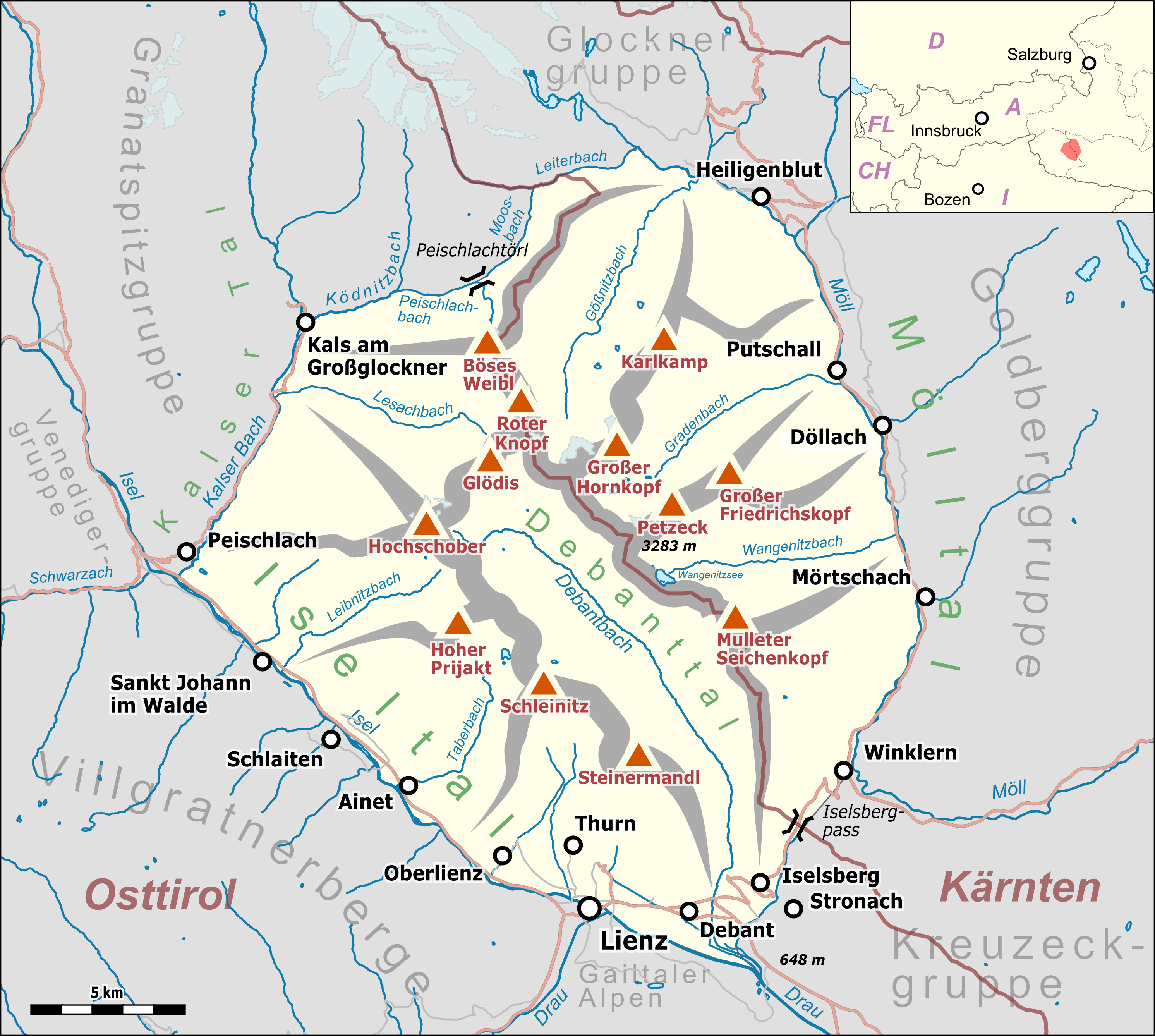
Übersichtskarte der Schobergruppe

- Bild: Sofern vorhanden wird ein Bild des jeweiligen Bergs angezeigt; gibt es noch weitere Bilder, so wird unterhalb des Bildes ein Link dazu angegeben.
- Gipfel: Bezeichnungen des Berggipfels; der farbige Balken darunter ist ein Link zu Wikidata.
- Höhe: Höhenangaben in Meter über Adria; diese ist nicht immer eindeutig, es wird der häufigste Wert genommen.
- Gebirge: Gebirgsgruppe, in der sich der jeweilige Gipfel befindet, sowie Angabe der Koordinaten des jeweiligen Gipfels (diese wurden der OpenStreetMap entnommen).
- Bundesland: Bundesland, in dem sich der Berggipfel befindet.
- Dominanz: Die Dominanz beschreibt den Radius des Gebietes, das der Berg überragt, angegeben in Kilometern mit Bezugspunkt. Ist ein Link angegeben, so handelt es sich aus Mangel an genaueren Informationen um die Luftlinie zum nächsthöheren Berg.
- Schartenhöhe: Die Schartenhöhe ist die Höhendifferenz zwischen Gipfelhöhe und der höchstgelegenen Einschartung, bis zu der man mindestens absteigen muss, um einen höheren Gipfel zu erreichen. Angegeben in Metern mit Bezugspunkt. Sie hat einen noch größeren Fehlerbereich als Gipfelhöhen, da die Passhöhenschätzungen ebenfalls variieren, während nicht alle Tiefpunkte zwischen Gipfeln gemessen wurden.

Im Moment sind 100 Gipfel aufgelistet. Durch Anklicken des Symbols im Tabellenkopf sind die jeweiligen Spalten sortierbar.
| Bild | Gipfel | Höhe         | Gebirge                            | Bundesland                | Dominanz                                        | Schartenhöhe                     |
| --- | --- | ------------ | ---------------------------------- | ------------------------- | ----------------------------------------------- | -------------------------------- |
| weitere Bilder | Großglockner, Glockner | 3798 m ü. A. | Glocknergruppe 47° 4′ N, 12° 42′ O | Osttirol Kärnten          | 175 km → Königspitze                            | 2428 m ↓ Brennerpass             |
| weitere Bilder | Kleinglockner | 3770 m ü. A. | Glocknergruppe 47° 4′ N, 12° 42′ O | Osttirol Kärnten          | 0,08 km → Großglockner                          | 17 m ↓ Obere Glocknerscharte     |
| weitere Bilder | Glocknerwand, Pöschlturm (mit sieben Grattürmen: Pöschlturm (3721 m)(⊙), Nordwestgipfel (Hofmannspitze) (3711 m)(⊙), Gerinturm (3718 m)(⊙), Draschturm (3716 m)(⊙), Weitzenböckturm (3710 m), Peterkaturm (3715 m), Hörtnaglturm = Hörtnagelturm (3719 m)(⊙)) | 3721 m ü. A. | Glocknergruppe 47° 5′ N, 12° 41′ O | Osttirol Kärnten          | 0,789 km → Großglockner                         | 125 m ↓ Untere Glocknerscharte   |
| linker Eckpfeiler | Hofmannspitze, Hofmannspitz | 3711 m ü. A. | Glocknergruppe 47° 5′ N, 12° 41′ O | Osttirol Kärnten          | 0,8 km → Großglockner                           |                                  |
| weitere Bilder | Glocknerhorn Teufelshorn (3677 m)(⊙) | 3680 m ü. A. | Glocknergruppe 47° 5′ N, 12° 41′ O | Osttirol Kärnten          | 0,18 km → Großglockner                          | 32 m ↓ Scharte zum Großglockner  |
| weitere Bilder | Romariswandkopf, Romariswandköpfe (Hauptgipfel (3511 m), Nordwestgipfel (3491 m)(⊙)) | 3511 m ü. A. | Glocknergruppe 47° 5′ N, 12° 40′ O | Osttirol Kärnten          | 1,4 km → Glocknerwand                           | 85 m ↓ Romariswandsattel         |
| weitere Bilder | Teufelskamp | 3511 m ü. A. | Glocknergruppe 47° 5′ N, 12° 41′ O | Osttirol Kärnten          | 0,25 km → Glocknerwand                          | 8 m ↓ Teufelskampsattel          |
| weitere Bilder | Schneewinkelkopf | 3472 m ü. A. | Glocknergruppe 47° 6′ N, 12° 40′ O | Osttirol Kärnten          | 0,75 km → Romariswandkopf                       | 60 m ↓ Schneewinkelscharte       |
| weitere Bilder | Johannisberg, Keeserkopf, Herzoghut | 3453 m ü. A. | Glocknergruppe 47° 7′ N, 12° 40′ O | Salzburg Kärnten          | 1,65 km → Schneewinkelkopf                      | 293 m ↓ Untere Ödenwinkelscharte |
| weitere Bilder | Eiskögele | 3423 m ü. A. | Glocknergruppe 47° 6′ N, 12° 39′ O | Osttirol Salzburg Kärnten | 0,3 km → Schneewinkelkopf                       | 4 m ↓ Eiskögelescharte           |
| weitere Bilder | Großer Bärenkopf, Weißer Bärenkopf (Hauptgipfel (3396 m), Westgipfel (3353 m)) | 3396 m ü. A. | Glocknergruppe 47° 8′ N, 12° 44′ O | Salzburg Kärnten          | 1,72 km → Klockerin                             | 302 m ↓ Riffltor                 |
| weitere Bilder | Hochalmspitze, Hochalmer, Hochalpenspitze | 3360 m ü. A. | Ankogelgruppe 47° 1′ N, 13° 19′ O  | Kärnten                   | 45,6 km → Großes Wiesbachhorn                   | 946 m ↓ Niederer Tauern          |
| weitere Bilder | Mittlerer Bärenkopf (Nordgipfel, Südgipfel) | 3358 m ü. A. | Glocknergruppe 47° 8′ N, 12° 43′ O | Salzburg Kärnten          | 1,4 km → Großer Bärenkopf                       | 171 m ↓ Keilscharte              |
| weitere Bilder | Hohe Riffl, Hohe Riffel | 3338 m ü. A. | Glocknergruppe 47° 7′ N, 12° 40′ O | Salzburg Kärnten          | 1,38 km → Johannisberg                          | 110 m ↓ Obere Ödenwinkelscharte  |
| weitere Bilder | Fuscherkarkopf, Fuscher-Kar-Kopf, Fuschereiskarkopf (Hauptgipfel (3331 m), Nordwestgipfel (3252 m)) | 3331 m ü. A. | Glocknergruppe 47° 6′ N, 12° 45′ O | Salzburg Kärnten          | 3,53 km → Hohe Dock                             | 490 m ↓ Fuscher-Kar-Scharte      |
| Großelendkopf (links) und Hochalmspitze (rechts) | Großelendkopf, Großelendkogel | 3315 m ü. A. | Ankogelgruppe 47° 1′ N, 13° 19′ O  | Kärnten                   | 0,4 km → Hochalmspitze                          |                                  |
| weitere Bilder | Hohenwartkopf | 3308 m ü. A. | Glocknergruppe 47° 4′ N, 12° 43′ O | Kärnten                   | 1,45 km → Kleinglockner                         |                                  |
| weitere Bilder | Petzeck | 3283 m ü. A. | Schobergruppe 46° 57′ N, 12° 48′ O | Kärnten                   | 14,9 km → Hohenwartkopf                         | 799 m ↓ Peischlachtörl           |
| | Salmhöhe | 3282 m ü. A. | Schobergruppe 47° 4′ N, 12° 42′ O  | Kärnten                   |                                                 |                                  |
| weitere Bilder | Roter Knopf | 3281 m ü. A. | Schobergruppe 46° 59′ N, 12° 44′ O | Osttirol Kärnten          | 5,98 km → Petzeck                               | 549 m ↓ Gößnitzscharte           |
| Mitte rechts; links der Kellerskopf | Kellersberg, Kellersberg-Hauptgipfel | 3265 m ü. A. | Glocknergruppe 47° 4′ N, 12° 43′ O | Kärnten                   | 0,5 km → Hohenwartkopf                          | 83 m ↓ Hohenwartscharte          |
| weitere Bilder | Sinwelleck, Sinewelleck, Sonnenwelleck | 3261 m ü. A. | Glocknergruppe 47° 6′ N, 12° 45′ O | Salzburg Kärnten          | 0,9 km → Fuscherkarkopf                         |                                  |
| weitere Bilder | Hocharn, Hochnarr, Hoher Aar | 3254 m ü. A. | Goldberggruppe 47° 5′ N, 12° 56′ O | Salzburg Kärnten          | 13,85 km → Sinwelleck                           | 678 m ↓ Hochtor                  |
| weitere Bilder | Ankogel, Großer Ankogel | 3252 m ü. A. | Ankogelgruppe 47° 3′ N, 13° 15′ O  | Salzburg Kärnten          | 6,34 km → Großelendkopf                         | 578 m ↓ Großelendscharte         |
| | Großer Hornkopf | 3251 m ü. A. | Schobergruppe 46° 58′ N, 12° 47′ O | Kärnten                   | 2,8 km → Petzeck                                | 455 m ↓ Niedere Gradenscharte    |
| weitere Bilder | Vorderer Bärenkopf | 3249 m ü. A. | Glocknergruppe 47° 7′ N, 12° 42′ O | Salzburg Kärnten          | 1,0 km → Mittlerer Bärenkopf                    |                                  |
| weitere Bilder | Schwerteck | 3247 m ü. A. | Glocknergruppe 47° 3′ N, 12° 43′ O | Kärnten                   | 1,1 km → Kellersberg                            | ca. 90 m                         |
| weitere Bilder | Kellerskopf, Kellersberg-Südostgipfel | 3239 m ü. A. | Glocknergruppe 47° 4′ N, 12° 43′ O | Kärnten                   | 0,5 km → Kellersberg                            | ca. 75 m                         |
| | Kleiner Hornkopf | 3194 m ü. A. | Schobergruppe 46° 58′ N, 12° 47′ O | Kärnten                   | 0,3 km → Großer Hornkopf                        |                                  |
| weitere Bilder | Schattseitköpfl | 3182 m ü. A. | Glocknergruppe 47° 7′ N, 12° 41′ O | Salzburg Kärnten          | 1,1 km → Vorderer Bärenkopf                     |                                  |
| weitere Bilder | Kruckelkopf | 3181 m ü. A. | Schobergruppe 46° 57′ N, 12° 48′ O | Kärnten                   | 0,7 km → Petzeck                                | 141 m ↓ Petzeckscharte           |
| von links: Elendköpfe, Großelendkopf (davor Großelendkees), Hochalmspitze, Lassacher Winkelscharte (davor Winkelkees), vom Großelendkopf zieht der Grat zum Betrachter über Jochspitze (3179 m), Kärlspitze und Celler Spitzen; Aufnahmestandpunkt Hannoverhaus | Jochspitze, Jochspitzen | 3179 m ü. A. | Ankogelgruppe 47° 1′ N, 13° 19′ O  | Kärnten                   | 0,4 km → Großelendkopf                          |                                  |
| | Schwarzkopf | 3168 m ü. A. | Ankogelgruppe 47° 3′ N, 13° 15′ O  | Salzburg Kärnten          | 0,6 km → Ankogel                                |                                  |
| weitere Bilder | Kristallkopf | 3160 m ü. A. | Schobergruppe 46° 59′ N, 12° 44′ O | Osttirol Kärnten          | 0,4 km → Roter Knopf                            | 76 m ↓ Hohe Scharte              |
| weitere Bilder | Hoher Klammerkopf, Höchster Klammerkopf | 3155 m ü. A. | Schobergruppe 46° 58′ N, 12° 46′ O | Kärnten                   | 1,2 km → Kleiner Hornkopf                       | 225 m ↓ Klammerscharte           |
| weitere Bilder | Breitkopf | 3154 m ü. A. | Glocknergruppe 47° 7′ N, 12° 44′ O | Salzburg Kärnten          | 1,8 km → Fuscherkarkopf                         |                                  |
| weitere Bilder | Östlicher Klammerkopf | 3153 m ü. A. | Schobergruppe 46° 58′ N, 12° 46′ O | Kärnten                   | 1,3 km → Kleiner Hornkopf                       |                                  |
| | Zsigmondykopf, Zygmondykopf | 3147 m ü. A. | Ankogelgruppe 47° 1′ N, 13° 20′ O  | Kärnten                   | 1,2 km → Hochalmspitze                          |                                  |
| weitere Bilder | Großer Friedrichskopf | 3134 m ü. A. | Schobergruppe 46° 57′ N, 12° 50′ O | Kärnten                   | 1,9 km → Petzeck                                | 370 m ↓ Friedrichsscharte        |
| | Preimlspitz, Preimlspitze, Preimel Spitze, Preimelspitze | 3133 m ü. A. | Ankogelgruppe 47° 2′ N, 13° 20′ O  | Kärnten                   | 1,6 km → Großelendkopf                          |                                  |
| weitere Bilder | Westlicher Klammerkopf, Mittlerer Klammerkopf | 3126 m ü. A. | Schobergruppe 46° 58′ N, 12° 46′ O | Osttirol Kärnten          | 0,2 km → Östlicher Klammerkopf                  |                                  |
| weitere Bilder | Westlicher Niederer Klammerkopf, Westlicher Niedriger Klammerkopf | 3125 m ü. A. | Schobergruppe 46° 58′ N, 12° 46′ O | Kärnten                   |                                                 |                                  |
| weitere Bilder | Hoher Perschitzkopf, Perschitzkopf | 3125 m ü. A. | Schobergruppe 46° 56′ N, 12° 47′ O | Osttirol Kärnten          | 0,7 km → Kruckelkopf                            | 151 m ↓ Perschitzscharte         |
| weitere Bilder | Schareck | 3123 m ü. A. | Goldberggruppe 47° 2′ N, 13° 1′ O  | Salzburg Kärnten          | 6,9 km → Hocharn                                | 427 m ↓ Niedere Scharte          |
| weitere Bilder | Südlicher Klammerkopf | 3117 m ü. A. | Schobergruppe 46° 57′ N, 12° 46′ O | Osttirol Kärnten          |                                                 |                                  |
| weitere Bilder | Nördliche Talleitenspitze | 3115 m ü. A. | Schobergruppe 46° 58′ N, 12° 45′ O | Osttirol Kärnten          | 0,36 km → Roter Knopf (Südgrat)                 | 70 m ↓ unbenannte Scharte        |
| | Freiwandkasten | 3114 m ü. A. | Glocknergruppe 47° 6′ N, 12° 45′ O | Kärnten                   | 0,7 km → Fuscherkarkopf                         |                                  |
| weitere Bilder | Karlkamp | 3114 m ü. A. | Schobergruppe 47° 0′ N, 12° 48′ O  | Kärnten                   | 3,5 km → Großer Hornkopf                        | 273 m ↓ Brentenscharte           |
| weitere Bilder | Südliche Talleitenspitze, Tagleitenspitze, Gamsleitenspitze | 3113 m ü. A. | Schobergruppe 46° 58′ N, 12° 44′ O | Osttirol Kärnten          | 0,25 km → Nördliche Talleitenspitze             | 40 m ↓ unbenannte Scharte        |
| weitere Bilder | Hoher Seekamp, Hohe Seekamp | 3112 m ü. A. | Schobergruppe 47° 0′ N, 12° 48′ O  | Kärnten                   | 0,2 km → Karlkamp                               |                                  |
| | Winkelspitze, Winkelspitz | 3112 m ü. A. | Ankogelgruppe 47° 1′ N, 13° 19′ O  | Kärnten                   | 0,6 km → Hochalmspitze                          |                                  |
| weitere Bilder | Mittlerer Niederer Klammerkopf, Mittlerer Niedriger Klammerkopf | 3108 m ü. A. | Schobergruppe 46° 58′ N, 12° 46′ O | Kärnten                   |                                                 |                                  |
| | Oberlercherspitze, Oberlercherspitz | 3107 m ü. A. | Ankogelgruppe 47° 2′ N, 13° 20′ O  | Kärnten                   | 0,9 km → Preimlspitz                            |                                  |
| weitere Bilder | Hoher Sonnblick, Rauriser Sonnblick | 3106 m ü. A. | Goldberggruppe 47° 3′ N, 12° 57′ O | Salzburg Kärnten          | 2,41 km → Hocharn                               | 249 m ↓ Goldzechscharte          |
| weitere Bilder | Baumbachspitze | 3105 m ü. A. | Goldberggruppe 47° 2′ N, 13° 1′ O  | Salzburg Kärnten          | 0,4 km → Schareck                               |                                  |
| weitere Bilder | Kreuzkopf | 3102 m ü. A. | Schobergruppe 46° 58′ N, 12° 47′ O | Kärnten                   | 0,7 km → Großer Hornkopf                        | 144 m ↓ Hornscharte              |
| | Kordonspitz, Kordonspitze | 3102 m ü. A. | Ankogelgruppe 47° 1′ N, 13° 21′ O  | Kärnten                   | 0,6 km → Zsigmondykopf                          |                                  |
| Mitte rechts | Krumlkeeskopf | 3101 m ü. A. | Goldberggruppe 47° 5′ N, 12° 55′ O | Salzburg Kärnten          | 1,8 km → Hocharn                                |                                  |
| weitere Bilder | Schwertkopf | 3099 m ü. A. | Glocknergruppe 47° 3′ N, 12° 44′ O | Kärnten                   | 1,2 km → Schwerteck                             |                                  |
| | P. 3099 | 3099 m ü. A. | Schobergruppe 47° 0′ N, 12° 48′ O  | Kärnten                   | 0,5 km → Karlkamp                               |                                  |
| weitere Bilder | Roter Mann | 3097 m ü. A. | Goldberggruppe 47° 3′ N, 12° 56′ O | Kärnten                   | 1,8 km → Hoher Sonnblick                        |                                  |
| weitere Bilder | Gössnitzkopf, Gößnitzkopf | 3096 m ü. A. | Schobergruppe 46° 58′ N, 12° 45′ O | Osttirol Kärnten          | 0,3 km → Südliche Talleitenspitze               |                                  |
| | Kleiner Ankogel | 3096 m ü. A. | Ankogelgruppe 47° 3′ N, 13° 15′ O  | Salzburg Kärnten          | 0,3 km → Ankogel                                |                                  |
| weitere Bilder | Racherin | 3092 m ü. A. | Glocknergruppe 47° 5′ N, 12° 48′ O | Kärnten                   | 3,15 km → Sinwelleck                            | 429 m ↓ Untere Pfandlscharte     |
| | Georgskopf | 3090 m ü. A. | Schobergruppe 46° 57′ N, 12° 49′ O | Kärnten                   | 0,7 km → Großer Friedrichskopf                  | 204 m ↓ Georgsscharte            |
| weitere Bilder | Ruiskopf | 3090 m ü. A. | Schobergruppe 47° 0′ N, 12° 44′ O  | Osttirol Kärnten          | 0,6 km → Böses Weibl                            |                                  |
| weitere Bilder | Sandkopf | 3090 m ü. A. | Goldberggruppe 47° 2′ N, 12° 56′ O | Kärnten                   | 0,9 km → Roter Mann                             |                                  |
| weitere Bilder | Hohes Beil | 3086 m ü. A. | Schobergruppe 47° 0′ N, 12° 48′ O  | Kärnten                   | 0,3 km → ein 3099m hoher namenloser Berg im NNW |                                  |
| weitere Bilder | Säuleck | 3086 m ü. A. | Ankogelgruppe 47° 0′ N, 13° 17′ O  | Kärnten                   | 2,6 km → Winkelspitze                           | 230 m ↓ Winkelscharte            |
| | Arlthöhe (falsch auch Artlhöhe) | 3084 m ü. A. | Goldberggruppe 47° 5′ N, 12° 56′ O | Salzburg Kärnten          | 0,9 km → Krumlkeeskopf                          |                                  |
| weitere Bilder | Keeskopf, Steinkarspitze, Seekopf | 3081 m ü. A. | Schobergruppe 46° 57′ N, 12° 46′ O | Osttirol Kärnten          | 0,6 km → Südlicher Klammerkopf                  | 109 m ↓ unbenannte Scharte       |
| | Elendköpfe (Südlicher Elendkopf (3081 m), Mittlerer Elendkopf (3068 m), Nördlicher Elendkopf (3048 m)) | 3081 m ü. A. | Ankogelgruppe 47° 1′ N, 13° 19′ O  | Kärnten                   | 0,7 km → Großelendkopf                          |                                  |
| weitere Bilder | Hoher Bretterkopf | 3078 m ü. A. | Schobergruppe 47° 0′ N, 12° 48′ O  | Kärnten                   |                                                 |                                  |
| | P. 3078 | 3078 m ü. A. | Schobergruppe 47° 0′ N, 12° 48′ O  | Kärnten                   | 0,5 km → Hoher Seekamp                          |                                  |
| | Östlicher Perschitzkopf | 3077 m ü. A. | Schobergruppe 46° 56′ N, 12° 47′ O | Kärnten                   | 0,3 km → Hoher Perschitzkopf                    |                                  |
| weitere Bilder | Niedrigster Klammerkopf | 3076 m ü. A. | Schobergruppe 46° 58′ N, 12° 46′ O | Kärnten                   |                                                 |                                  |
| weitere Bilder | Großer Hafner, Hafner | 3076 m ü. A. | Ankogelgruppe 47° 4′ N, 13° 24′ O  | Salzburg Kärnten          | 6,34 km → Oberlercherspitze                     | 824 m ↓ Arlscharte               |
| weitere Bilder | Goldbergspitze | 3073 m ü. A. | Goldberggruppe 47° 3′ N, 12° 57′ O | Salzburg Kärnten          | 0,6 km → Hoher Sonnblick                        |                                  |
| | Schneehorn | 3062 m ü. A. | Goldberggruppe 47° 5′ N, 12° 56′ O | Salzburg Kärnten          | 0,4 km → Arlthöhe                               |                                  |
| rechts neben dem Großen Friedrichskopf | Kleiner Friedrichskopf | 3059 m ü. A. | Schobergruppe 46° 57′ N, 12° 50′ O | Kärnten                   | 0,2 km → Großer Friedrichskopf                  |                                  |
| | P. 3051 | 3051 m ü. A. | Ankogelgruppe 47° 2′ N, 13° 20′ O  | Kärnten                   | 0,6 km → Oberlercherspitze                      |                                  |
| weitere Bilder | Goldzechkopf | 3042 m ü. A. | Goldberggruppe 47° 4′ N, 12° 57′ O | Salzburg Kärnten          | 1,2 km → Hoher Sonnblick                        | 137 m ↓ Pilatusscharte           |
| weitere Bilder | Freiwandspitz | 3034 m ü. A. | Glocknergruppe 47° 5′ N, 12° 45′ O | Kärnten                   | 0,9 km → Freiwandkasten                         |                                  |
| weitere Bilder | Wasserradkopf | 3032 m ü. A. | Glocknergruppe 47° 5′ N, 12° 48′ O | Kärnten                   | 0,7 km → Racherin                               |                                  |
| weitere Bilder | Gridenkarköpfe (Südlicher Gridenkarkopf (3031m), Mittlerer Gridenkarkopf (3007m), Nördlicher Gridenkarkopf (3020 m)) | 3031 m ü. A. | Schobergruppe 47° 0′ N, 12° 44′ O  | Osttirol Kärnten          | 0,85 km → Böses Weibl (Ostrücken)               | 119 m ↓ Kesselkeessattel         |
| weitere Bilder | Kögele | 3030 m ü. A. | Schobergruppe 46° 59′ N, 12° 47′ O | Kärnten                   | 0,7 km → Kreuzkopf                              |                                  |
| Mitte links | Großer Sonnblick, Malteiner Sonnblick | 3030 m ü. A. | Ankogelgruppe 47° 3′ N, 13° 25′ O  | Kärnten                   | 2,82 km → Großer Hafner                         | 133 m ↓ Lanischscharte           |
| weitere Bilder | Spielmann | 3027 m ü. A. | Glocknergruppe 47° 6′ N, 12° 48′ O | Salzburg Kärnten          | 1,16 km → Racherin                              | 140 m ↓ Racherinscharte          |
| | Lanischeck, Lanischegg | 3024 m ü. A. | Ankogelgruppe 47° 3′ N, 13° 25′ O  | Kärnten                   | 0,9 km → Großer Sonnblick                       |                                  |
| | Schlapperebenspitze, Schlapperebenspitzen | 3021 m ü. A. | Goldberggruppe 47° 2′ N, 13° 2′ O  | Salzburg Kärnten          | 0,7 km → Baumbachspitze                         |                                  |
| weitere Bilder | Brentenköpfe (Südgipfel (3019 m), Nordgipfel (3008 m)) | 3019 m ü. A. | Schobergruppe 46° 59′ N, 12° 47′ O | Kärnten                   | 0,7 km → Hohes Beil                             | 164 m                            |
| weitere Bilder | Brennkogel | 3018 m ü. A. | Glocknergruppe 47° 6′ N, 12° 49′ O | Salzburg Kärnten          | 1,94 km → Spielmann                             | 188 m ↓ Klobenscharte            |
| | Mittlerer Bretterkopf | 3018 m ü. A. | Schobergruppe 47° 0′ N, 12° 48′ O  | Kärnten                   |                                                 |                                  |
| | Kleiner Hafner, Lanischhafner | 3018 m ü. A. | Ankogelgruppe 47° 4′ N, 13° 24′ O  | Salzburg Kärnten          | 0,4 km → Großer Hafner                          |                                  |
| | Schneewinkelspitze, Schneewinkelspitz | 3016 m ü. A. | Ankogelgruppe 47° 0′ N, 13° 18′ O  | Kärnten                   | 1,1 km → Säuleck                                | 100 m                            |
| | Strabelebenkopf | 3012 m ü. A. | Goldberggruppe 47° 2′ N, 13° 1′ O  | Salzburg Kärnten          |                                                 |                                  |
| weitere Bilder | Kellerswand | 3010 m ü. A. | Glocknergruppe 47° 4′ N, 12° 44′ O | Kärnten                   | 0,5 km → Kellerskopf                            |                                  |
| | Weinflaschenkopf | 3008 m ü. A. | Goldberggruppe 47° 2′ N, 13° 1′ O  | Salzburg Kärnten          | 0,8 km → Schlapperebenspitze                    |                                  |
| | Noespitze | 3005 m ü. A. | Goldberggruppe 47° 5′ N, 12° 54′ O | Salzburg Kärnten          | 0,8 km → Krumlkeeskopf                          |                                  |
| weitere Bilder | Tischlerkarkopf | 3004 m ü. A. | Ankogelgruppe 47° 5′ N, 13° 15′ O  | Salzburg Kärnten          | 2,6 km → Schwarzkopf                            |                                  |
| | Tischlerspitze, Tischlerspitz, Faschnock | 3003 m ü. A. | Ankogelgruppe 47° 4′ N, 13° 14′ O  | Salzburg Kärnten          | 0,9 km → Tischlerkarkopf                        | 154 m ↓ Untere Grubenkarscharte  |
| | Vorderer Bretterkopf | 3001 m ü. A. | Schobergruppe 47° 0′ N, 12° 48′ O  | Kärnten                   |                                                 |                                  |
| | Grubenkarkopf, Grubenkarkogel | 3001 m ü. A. | Ankogelgruppe 47° 4′ N, 13° 15′ O  | Salzburg Kärnten          | 0,8 km → Tischlerspitze                         |                                  |
| Gipfel rechts | Mittlerer Sonnblick | 3000 m ü. A. | Ankogelgruppe 47° 3′ N, 13° 26′ O  | Kärnten                   | 0,68 km → Großer Sonnblick                      | 81 m                             |